# マーク＝アンソニー・ケイ
マーク＝アンソニー・ケイ（Mark-Anthony Kaye 、1994年12月2日 - ）は、カナダのプロサッカー選手。ポジションはMF。

## 経歴

### クラブ
地元クラブであるトロントFCの下部組織出身。
2014年8月23日、レンタル先のウィルミントン・ハンマーヘッズFCでプロデビュー。
2015年シーズンはトロントFCのリザーブチームでプレー。
2016年1月13日、USLのルイビル・シティFCに移籍。
2018年2月、MLSのロサンゼルスFCに移籍。
2021年2月27日、コロラド・ラピッズに移籍。
2022年7月、トロントFCに復帰。
2023年7月13日、ニューイングランド・レボリューションに移籍。

### 代表
2017年6月13日に開催されたキュラソー代表とのフレンドリーマッチでフル代表デビュー。
主要大会では2017年と2019年のCONCACAFゴールドカップに参加した。

## 代表歴

### 出場大会
- カナダ代表
  - 2022 FIFAワールドカップ

### 試合数
- 国際Aマッチ 43試合 2得点（2017年-）[9]

| カナダ代表 | 国際Aマッチ | 国際Aマッチ |
| 年         | 出場        | 得点        |
| ---------- | ----------- | ----------- |
| 2017       | 5           | 0           |
| 2018       | 1           | 0           |
| 2019       | 9           | 0           |
| 2020       | 0           | 0           |
| 2021       | 16          | 2           |
| 2022       | 9           | 0           |
| 2023       | 3           | 0           |
| 通算       | 43          | 2           |

## タイトル

### クラブ
ルイビル・シティFC
- USLカップ: 2017[10]

ロサンゼルスFC
- サポーターズ・シールド: 2019

### 個人
- MLSオールスター: 2019[11]